# A' Katīgoria 1987-1988
L'edizione 1987-88 della A' Katīgoria fu la 49ª del massimo campionato cipriota; vide la vittoria finale dell'Pezoporikos Larnaca, che conquista il suo secondo titolo.
Capocannoniere del torneo fu Tassos Zuvani dell'EN Paralimni con 23 reti.

## Stagione

### Novità
Il numero di partecipanti rimase fermo a sedici: a fronte delle retrocessioni di Ermis Aradippou e Omonia Aradippou, le novità erano costituite dall'arrivo in massima serie delle neo promosse APEP Pitsilia e Anagennisi Deryneia.

### Formula
Le sedici squadre partecipanti disputarono il campionato incontrandosi in due gironi di andata e ritorno, per un totale di 30 giornate. Erano assegnati due punti per la vittoria, uno per il pareggio e zero per la sconfitta. Le squadre classificate agli ultimi tre posti retrocedevano. In caso di arrivo a pari punti si teneva conto prima della differenza reti e poi del maggior numero di reti segnate.

## Squadre partecipanti
| Club                | Città      | Stadio                      | Stagione precedente          |
| ------------------- | ---------- | --------------------------- | ---------------------------- |
| AEL Limassol        | Limassol   | Tsirion Stadium             | 4° in A' Katīgoria           |
| Alkī Larnaca        | Larnaca    | Old GSZ Stadium             | 12° in A' Katīgoria          |
| Anagennīsī Deryneia | Dherynia   | Anagennisi Football Ground  | 2° in B' Katīgoria, promosso |
| Anorthōsis          | Larnaca    | Stadio Antōnīs Papadopoulos | 8° in A' Katīgoria           |
| APEP Pitsilia       | Kyperounta | Tsirion Stadium             | 1° in B' Katīgoria, promosso |
| APOEL               | Nicosia    | Makario Stadium             | 2° in A' Katīgoria           |
| Apollōn Limassol    | Limassol   | Tsirion Stadium             | 6° in A' Katīgoria           |
| APOP Paphou         | Pafo       | Pafiako Stadium             | 9° in A' Katīgoria           |
| Arīs Limassol       | Limassol   | Tsirion Stadium             | 5° in A' Katīgoria           |
| EN Paralimni        | Paralimni  | Paralimni Stadium           | 10° in A' Katīgoria          |
| EPA Larnaca         | Larnaca    | Old GSZ Stadium             | 3° in A' Katīgoria           |
| Ethnikos Achnas     | Achna      | Dasaki Stadium              | 14° in A' Katīgoria          |
| Nea Salamis         | Larnaca    | Old GSZ Stadium             | 13° in A' Katīgoria          |
| Olympiakos Nicosia  | Nicosia    | Old GSP Stadium             | 7° in A' Katīgoria           |
| Omonia              | Nicosia    | Makario Stadium             | Campione cipriota            |
| Pezoporikos Larnaca | Larnaca    | Old GSZ Stadium             | 11° in A' Katīgoria          |

## Classifica finale
|                  | Pos. | Squadra             | Pt | G  | V  | N  | P  | GF | GS | DR  |
| ---------------- | ---- | ------------------- | -- | -- | -- | -- | -- | -- | -- | --- |
| Cipro (bandiera) | 1    | Pezoporikos Larnaca | 48 | 30 | 19 | 10 | 1  | 56 | 20 | +36 |
|                  | 2    | APOEL               | 47 | 30 | 22 | 3  | 5  | 66 | 23 | +43 |
|                  | 3    | Omonia              | 37 | 30 | 15 | 7  | 8  | 59 | 32 | +27 |
|                  | 4    | EN Paralimni        | 36 | 30 | 14 | 8  | 8  | 44 | 38 | +6  |
|                  | 5    | Apollōn Limassol    | 35 | 30 | 13 | 9  | 8  | 46 | 24 | +22 |
|                  | 6    | AEL Limassol        | 35 | 30 | 15 | 5  | 10 | 46 | 33 | +13 |
|                  | 7    | Nea Salamis         | 33 | 30 | 14 | 5  | 11 | 43 | 34 | +9  |
|                  | 8    | Anorthōsis          | 30 | 30 | 9  | 12 | 9  | 36 | 36 | +0  |
|                  | 9    | EPA Larnaca         | 27 | 30 | 10 | 7  | 13 | 37 | 43 | +6  |
|                  | 10   | APOP Paphou         | 26 | 30 | 9  | 8  | 13 | 31 | 34 | -3  |
|                  | 11   | Arīs Limassol       | 26 | 30 | 10 | 6  | 14 | 49 | 54 | -5  |
|                  | 12   | Olympiakos Nicosia  | 25 | 30 | 9  | 7  | 14 | 32 | 48 | -16 |
|                  | 13   | Ethnikos Achnas     | 23 | 30 | 5  | 13 | 12 | 27 | 44 | -17 |
|                  | 14   | APEP Pitsilia       | 19 | 30 | 5  | 9  | 16 | 23 | 54 | -31 |
|                  | 15   | Alkī Larnaca        | 17 | 30 | 4  | 9  | 17 | 27 | 63 | -36 |
|                  | 16   | Anagennīsī Deryneia | 16 | 30 | 5  | 6  | 25 | 26 | 68 | -42 |

### Verdetti
- Pezoporikos Larnaca Campione di Cipro 1987-88 e qualificato alla Coppa dei Campioni 1988-1989.
- APEP Pitsilia, Anagennisi Deryneia  e Alki Larnaca retrocesse in Seconda Divisione.
- Omonia qualificato alla Coppa delle Coppe 1988-1989 come vincitore della Coppa di Cipro 1987-1988.
- APOEL Nicosia qualificato alla Coppa UEFA 1987-1988.

### Qualificazioni alle Coppe europee
- Coppa dei Campioni 1988-1989: Pezoporikos Larnaca qualificato.
- Coppa delle Coppe 1988-1989: Omonia qualificato.
- Coppa UEFA 1988-1989: APOEL qualificato.